# まつばら綾瀬川公園
まつばら綾瀬川公園（まつばらあやせがわこうえん）は、埼玉県草加市にある市立公園（近隣公園）である。

## 歴史
レンガを製造する「大阪窯業」の工場がかつてこの地にはあり、レンガの完成品をトロッコに載せ、松原と橋を通って東武鉄道の引込線まで運搬していたという。その後の1996（平成8）年に「綾瀬川左岸広場」として開放されたのが、同園の始まりである。
2010（平成22）年4月に北側の整備が、2014（平成26）年4月には南側の整備が終了。市制60周年を記念して、2018（平成30）年に現在の名称に改まった。園内には人工ラグーンや芝生広場、噴水と流れ、壁泉、フィールドアスレチック遊具、東屋などが整備され、市民の安らぎの場として利用されている。松原が作る美しい景観が加わり、春には川沿いを彩る桜も市民を喜ばせている。

## 施設
- ダスト広場（70平方メートル）
- 親水ラグーン

- トイレ
- 水飲み
- 駐輪場
- ベンチ
- 遊具
- 健康遊具
- 木製遊具
- 噴水[3]。

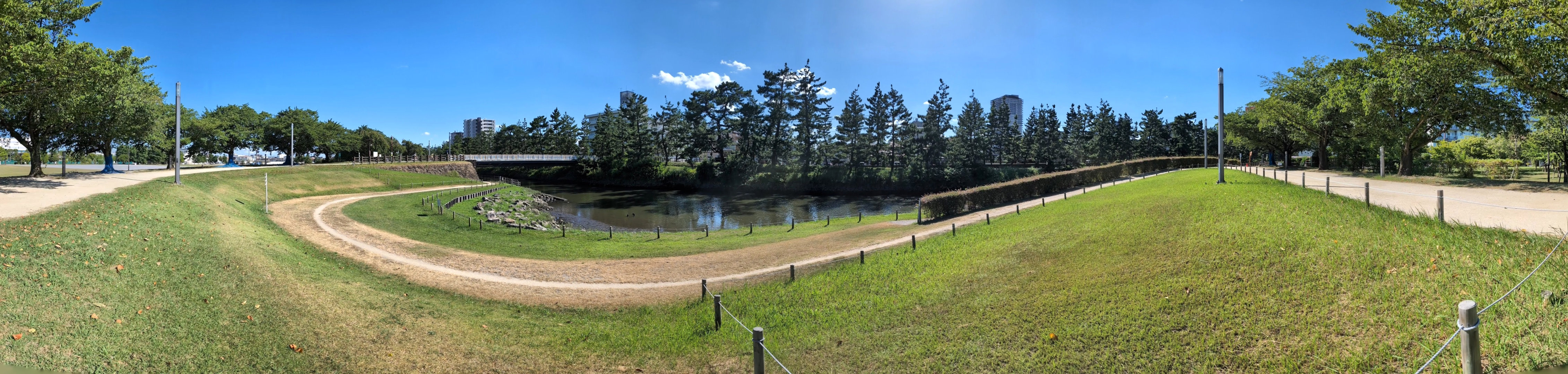
散策路(奥にラグーンと綾瀬川)

園内には船着き場が設けられており、草加市と市民団体が協働して行っている木造和舟の乗船体験の会場としても使用される。
- 公園北東側には、地元町会の会館が立地している。
- 北方向約 120m には、市内最大のホールを有する草加市文化会館、屋内体育施設である市民体育館がある。
- 公園南側には公共用地（草加市土地開発公社用地）が立地し、17,091 ㎡はスポーツグラウンドとして、1,160 ㎡はまつばら綾瀬川公園利用者専用駐車場（37 台）として暫定利用されている[1]。

園内の紹介
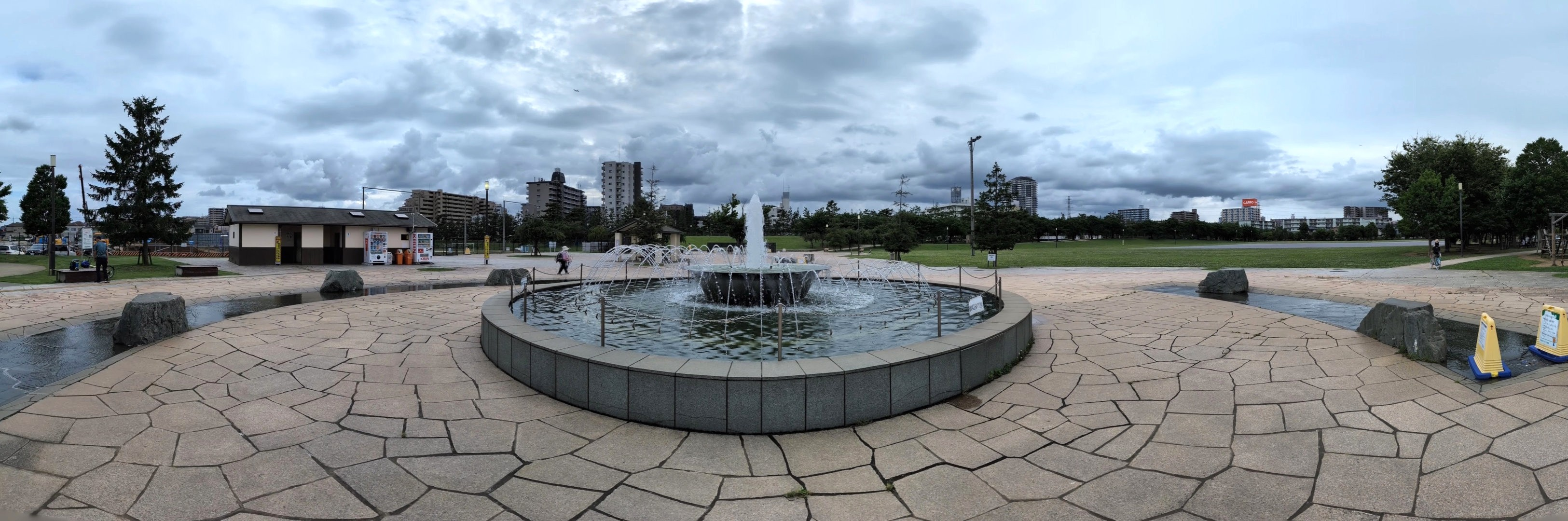
噴水とその周辺
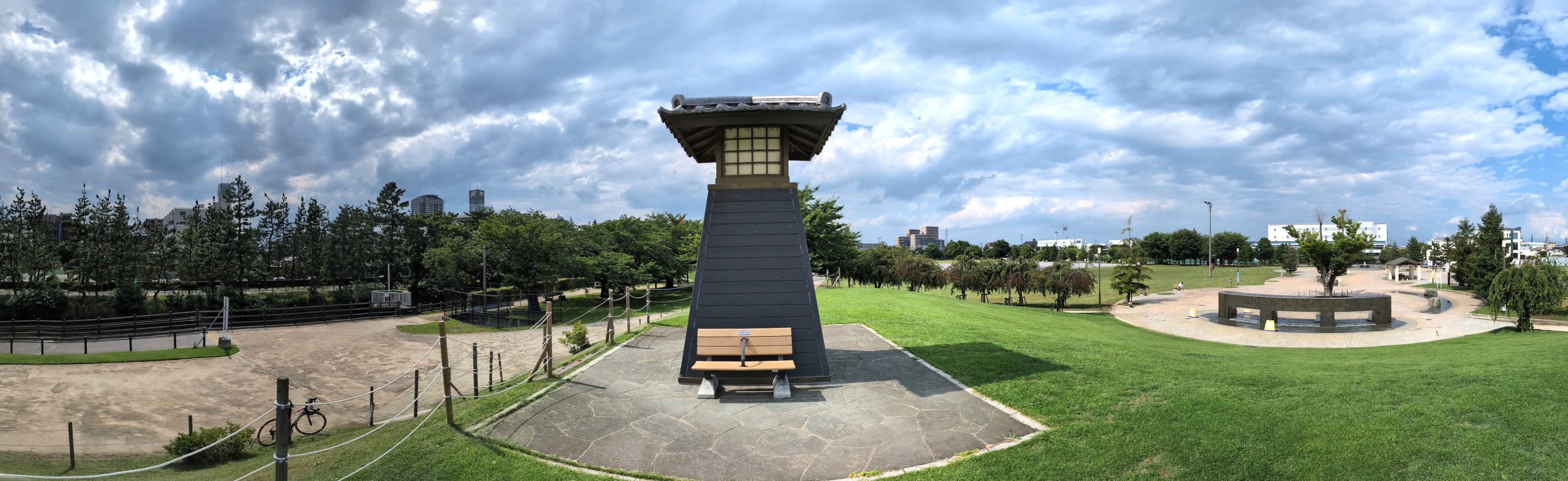
櫓とその周辺

- 咲き誇るソメイヨシノ桜
- 壁泉(人工滝)
- 木製の遊具
- 公園に隣接する矢立橋と綾瀬川

## イベント
「春の子どもフェスタ」は2000年から毎年4月にまつばら綾瀬川公園で開催されている。
毎年1万人以上が来場するお祭りであり、主催の春の子どもフェスタ実行委員会によると、射的やワークショップなどの体験エリア、ステージ、模擬店が用意されるとのこと。
他にも「草加ふささら祭り」など様々な協会・法人によるイベントが活発に行われている。

## 災害への対応
まつばら綾瀬川公園は災害時には臨時ヘリポートとして使用する他、火災の延焼防止に役割が期待できる防火樹林帯があるので、近隣住民は心強いものとなる。。
草加市地域防災計画 ＜震災対策編＞には同公園が自衛隊及び消防のための活動拠点となることが明記されている。

## アクセス
- 東武スカイツリーライン獨協大学前駅の東口下車
- 徒歩10分（駐車場 37 台） [1]。